# Izidoro Blikstein
Izidoro Blikstein (Araguari, 1938) é um linguista, tradutor e semioticista brasileiro. Foi professor da Universidade de São Paulo de 1965 até sua aposentadoria, em 1995, e é professor da Fundação Getúlio Vargas. Foi presidente do Grupo de Estudos Linguísticos do Estado de São Paulo de 1971 a 1973.
Como tradutor, verteu para o português Linguística e comunicação, de Roman Jakobson, Dicionário de Linguística, de Jean Dubois, Elementos de Semiologia, de Roland Barthes e o Curso de Linguística Geral, em parceria com José Paulo Paes e Antônio Chelini, de Ferdinand de Saussure.
Foi orientador de linguistas e semioticistas influentes, como José Luiz Fiorin e Bruno Bassetto.